# Palacio Moja
El Palacio del marqués de Comillas, también llamado Palacio Moja es una casa señorial de Barcelona de estilo neoclásico que se encuentra en la calle Puertaferrisa n.º 1. Fue construida en 1774 por el marqués de Moja y su esposa María Luisa de Copons en el lugar que ocupaba una de las torres de la Puerta Ferrisa de la antigua muralla medieval de la ciudad.

El arquitecto encargado del proyecto fue José Mas Dordal, autor de la Basílica de la Merced, de San Vicente de Sarriá y del palacio episcopal. Las obras duraron 10 años, siendo finalmente inaugurado en 1784.

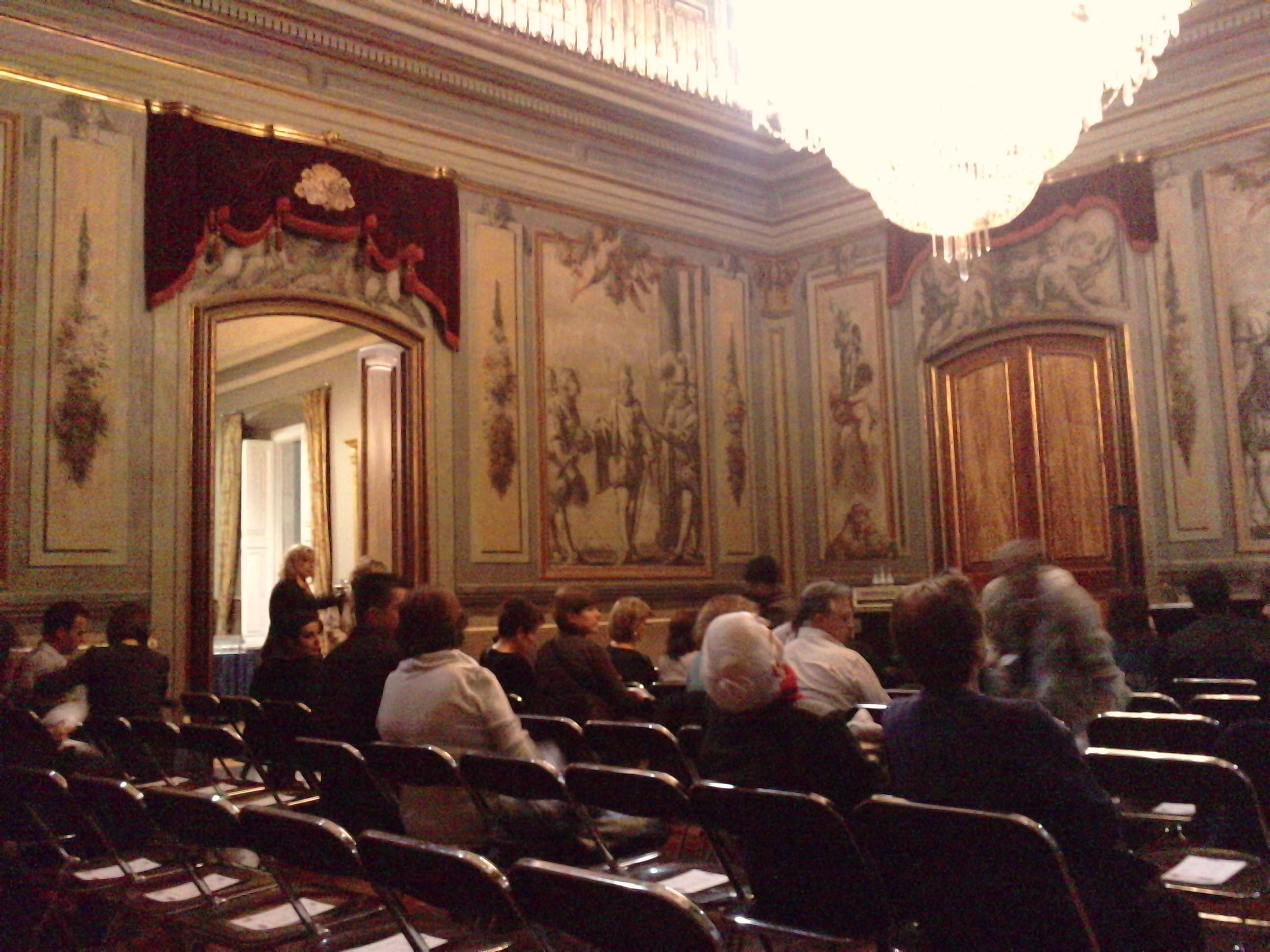
Sala de actos del palacio

Al morir en 1865 sin descendencia Josefa de Sariere y de Copons, el palacio fue comprado por el empresario y banquero Antonio López y López, primer marqués de Comillas, que se instaló en él a partir de 1875.
En el Palacio del marqués de Comillas residió el poeta Jacinto Verdaguer, protegido del marqués de Comillas y capellán de la familia.
Actualmente es la sede de la Junta de Museos de Cataluña un organismo dependiente de la Dirección General del Patrimonio Cultural de la Generalidad de Cataluña y en sus bajos hay una de las librerías de la Generalidad. También alberga la sala de exposiciones Max Cahner.

## Galería

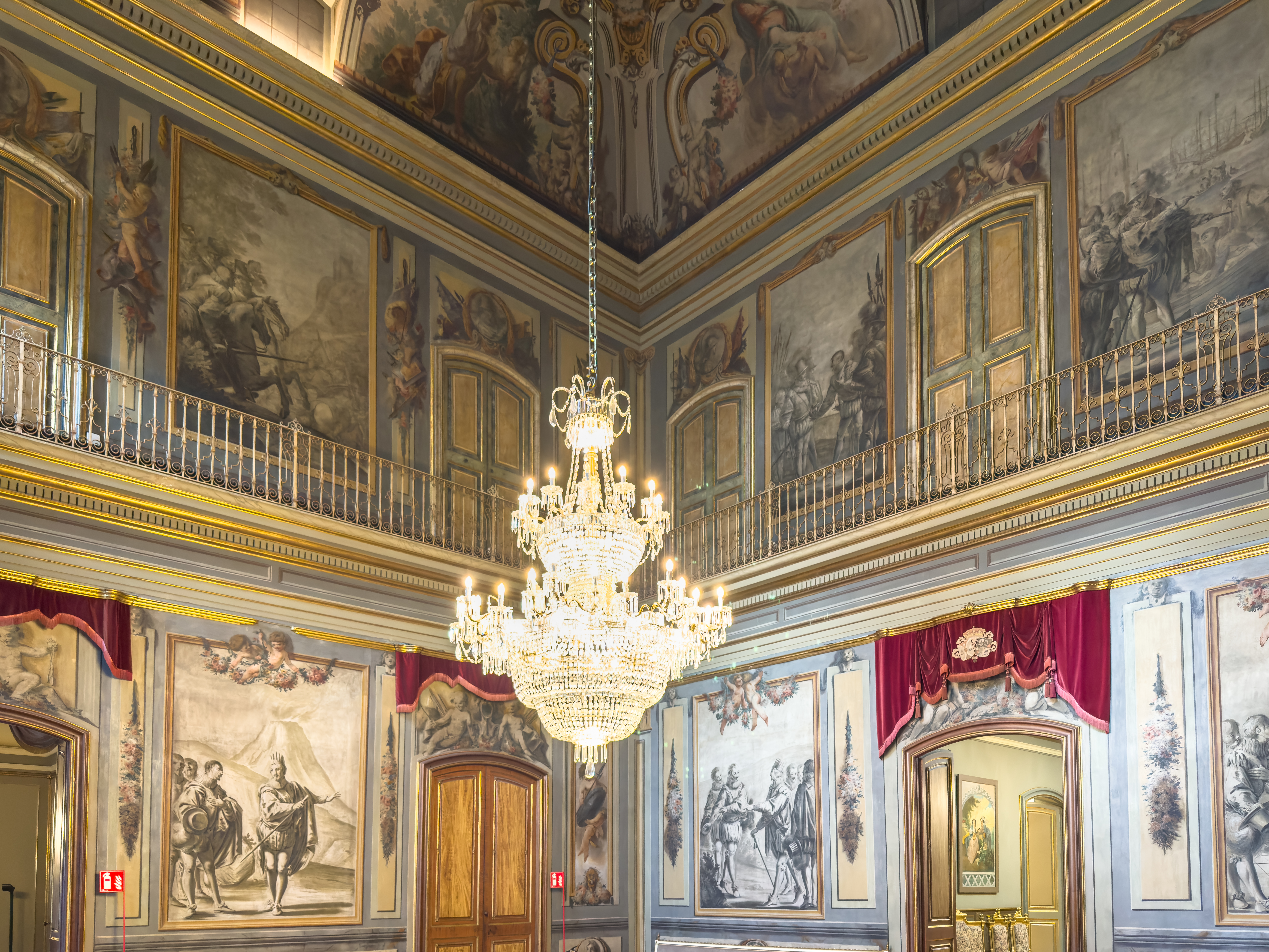
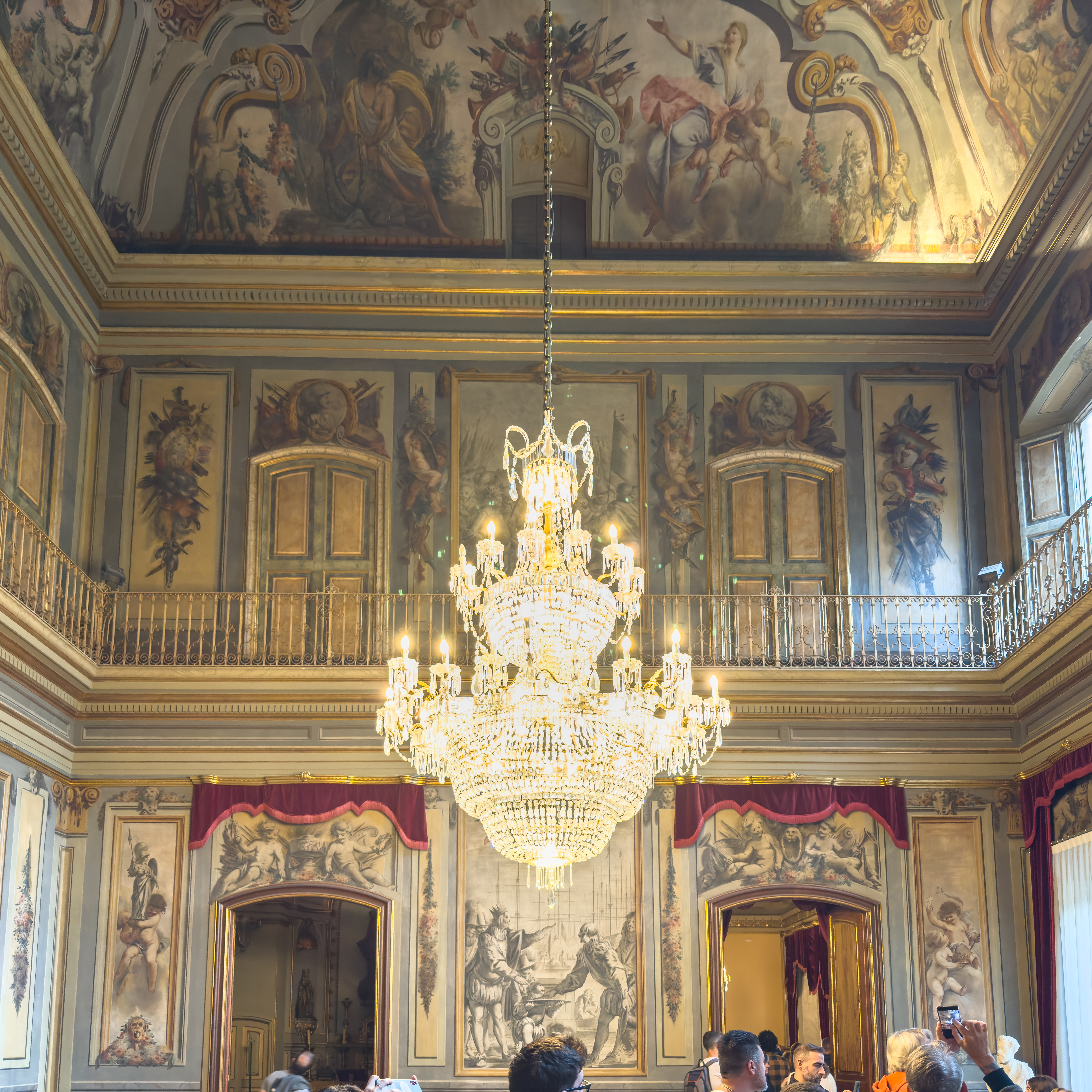
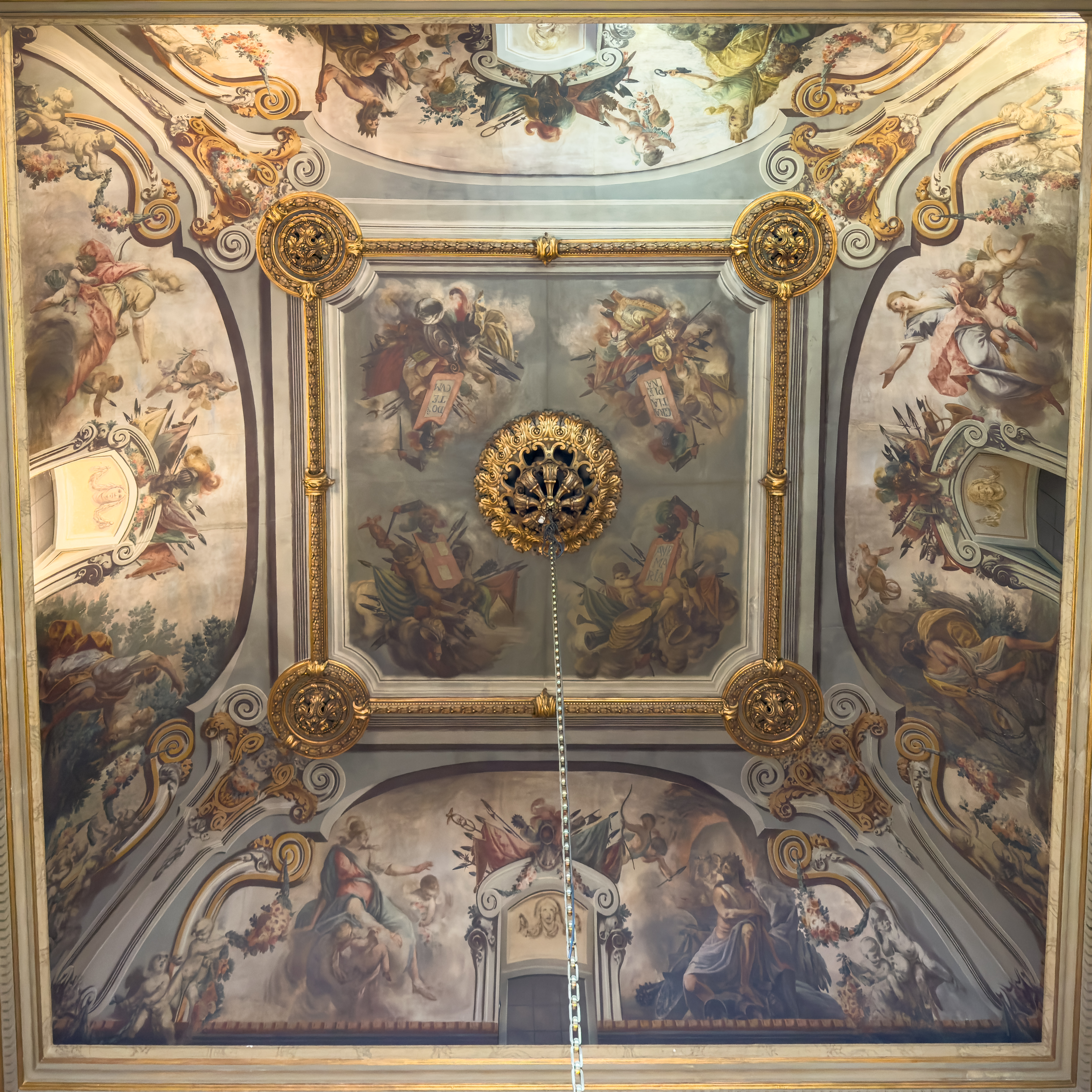
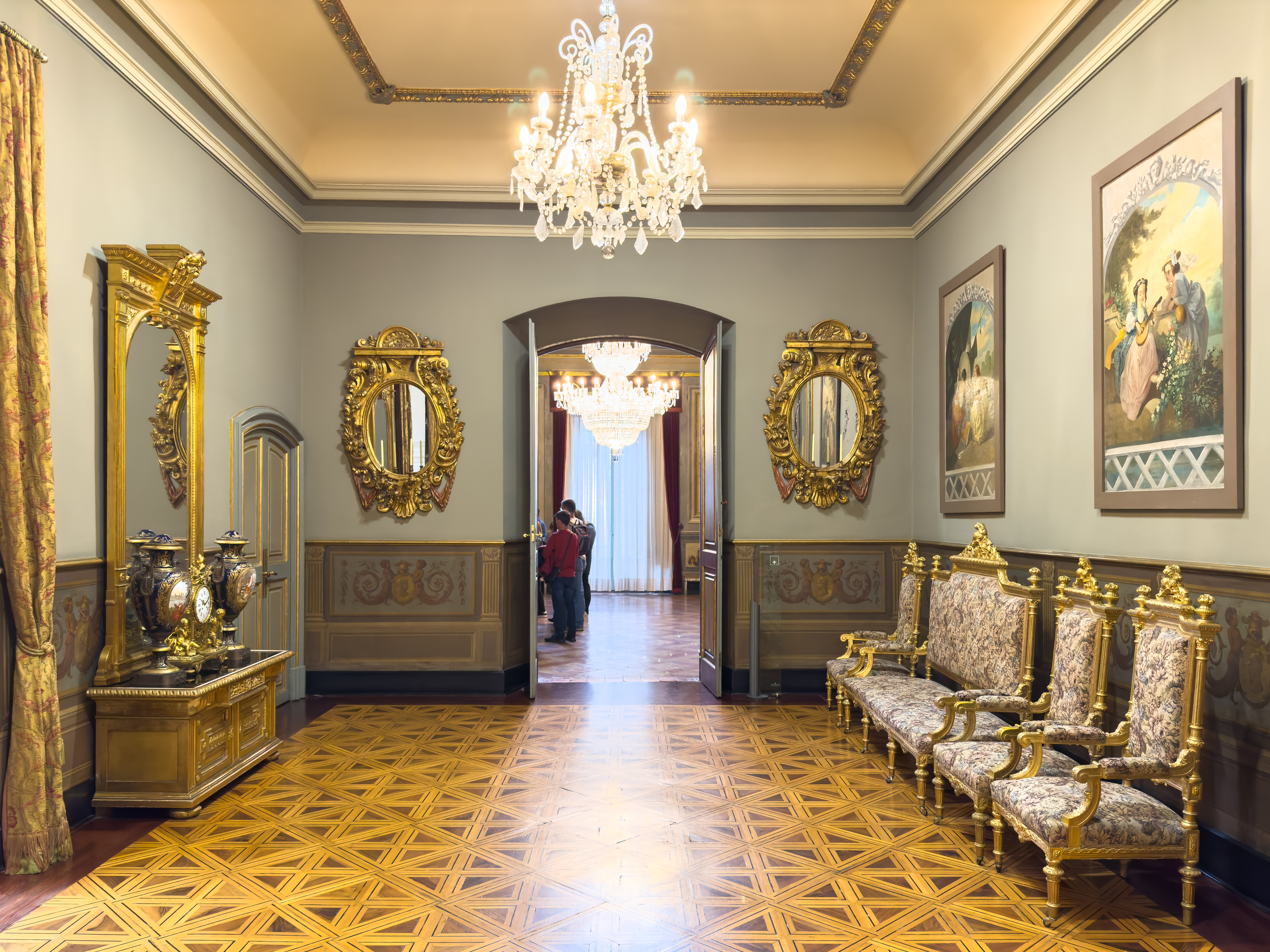
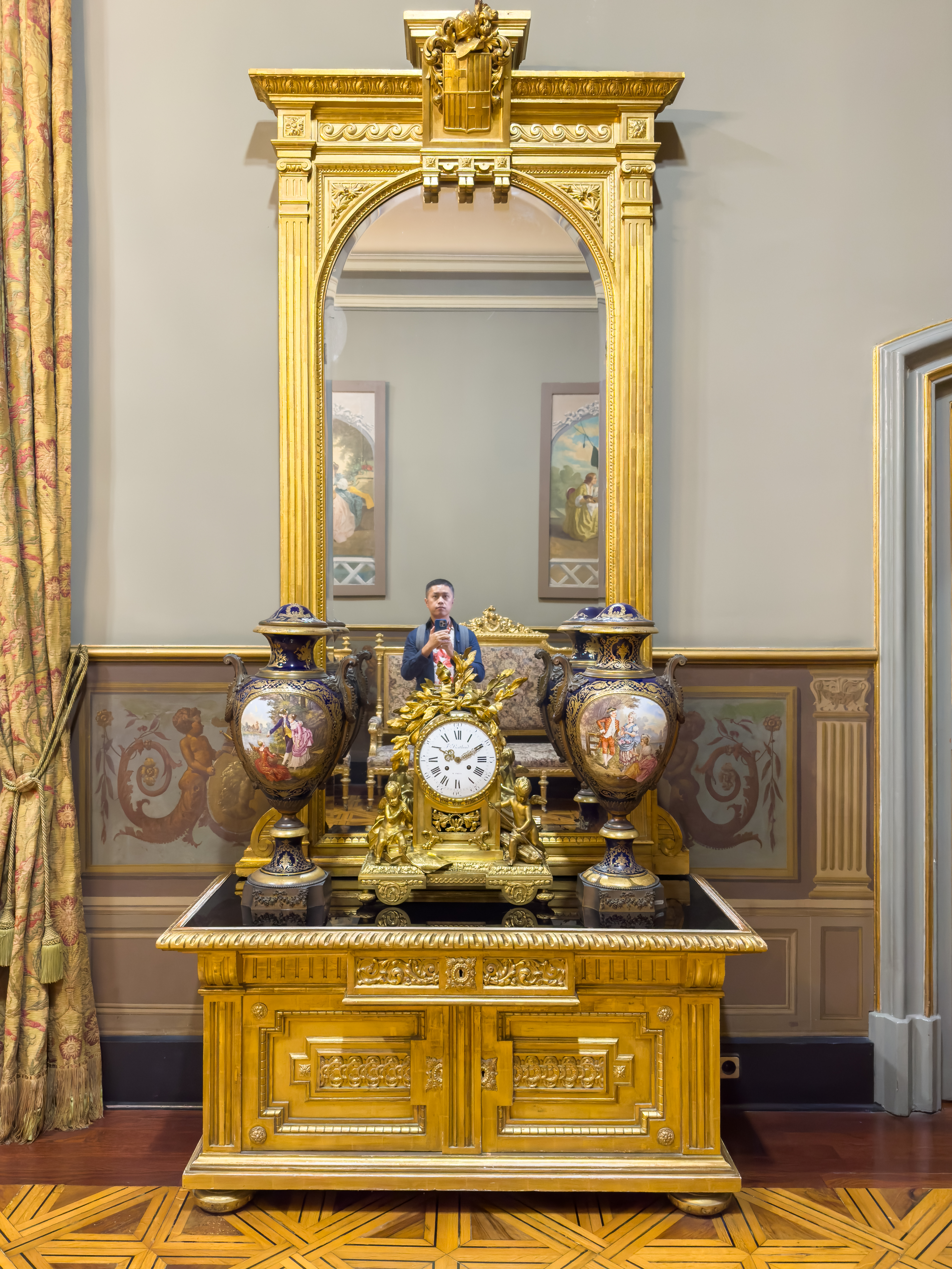
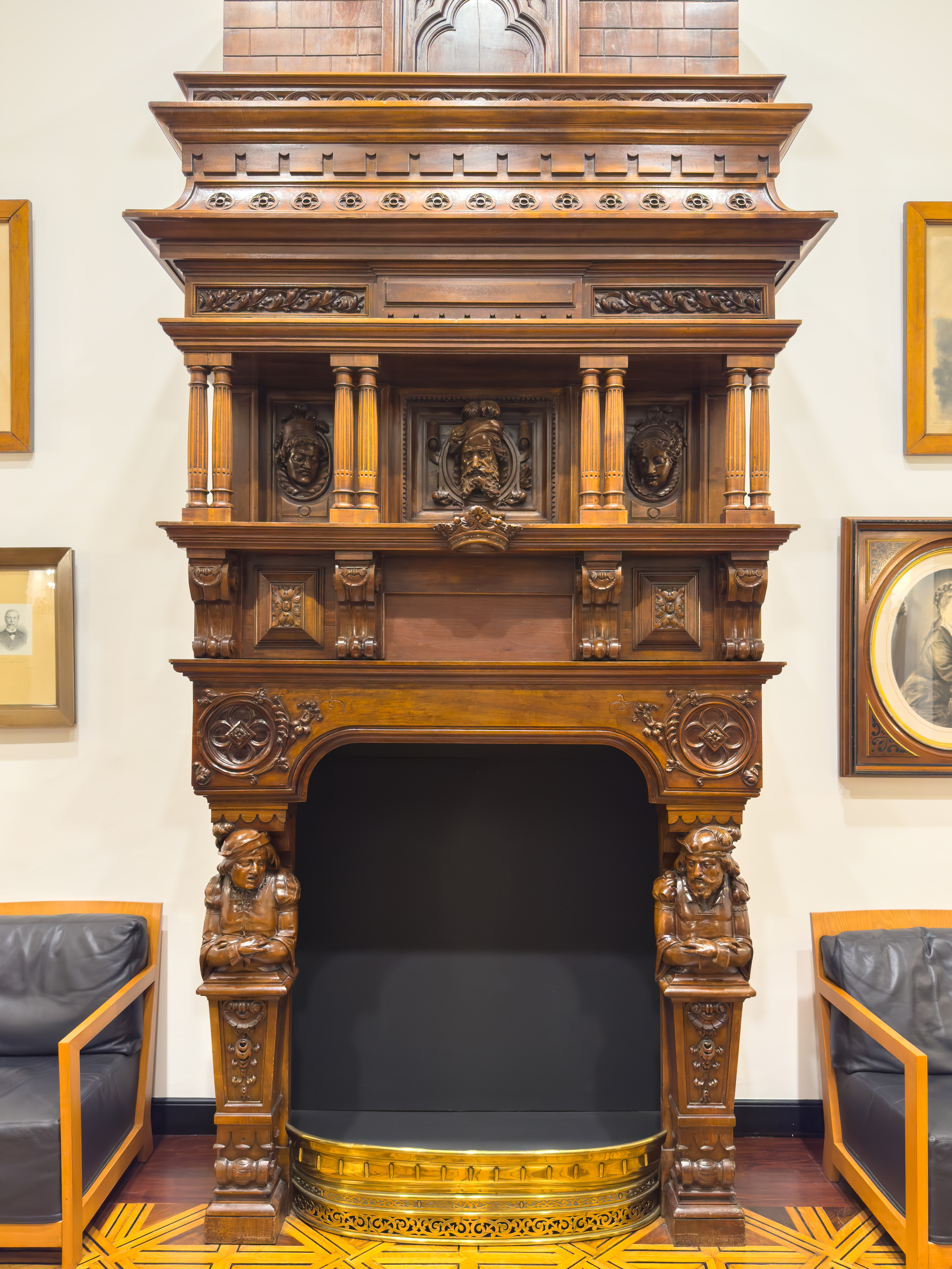
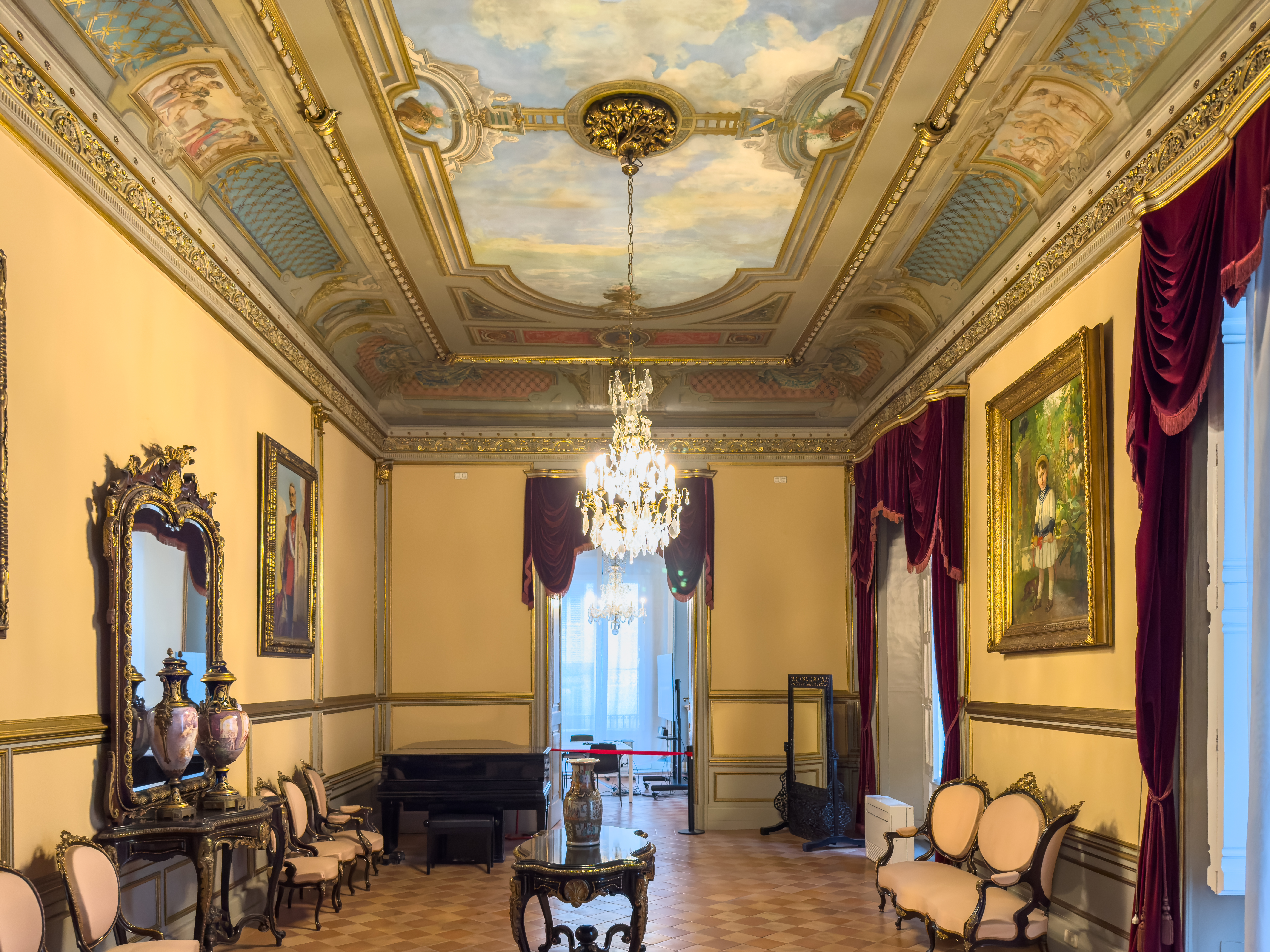
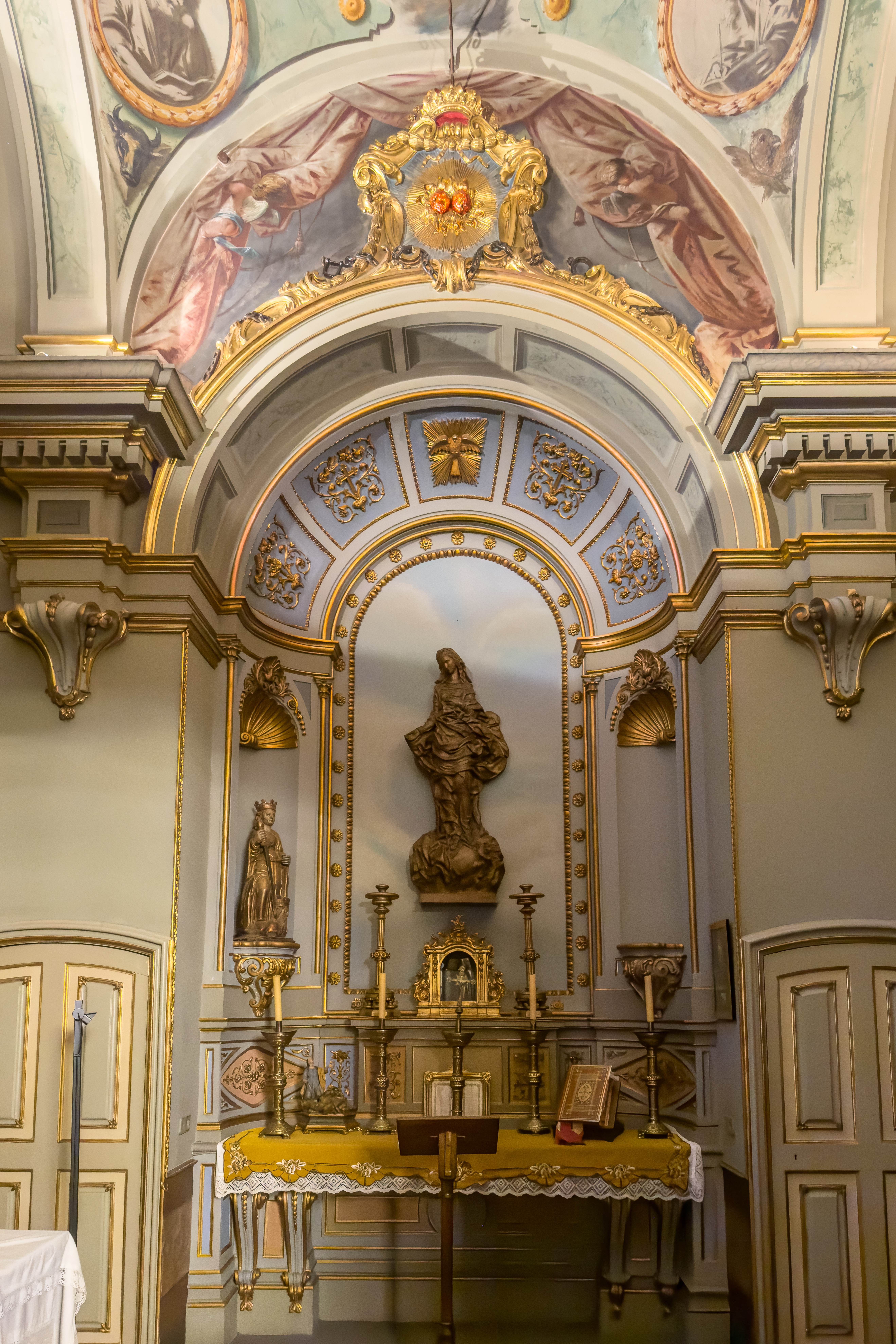
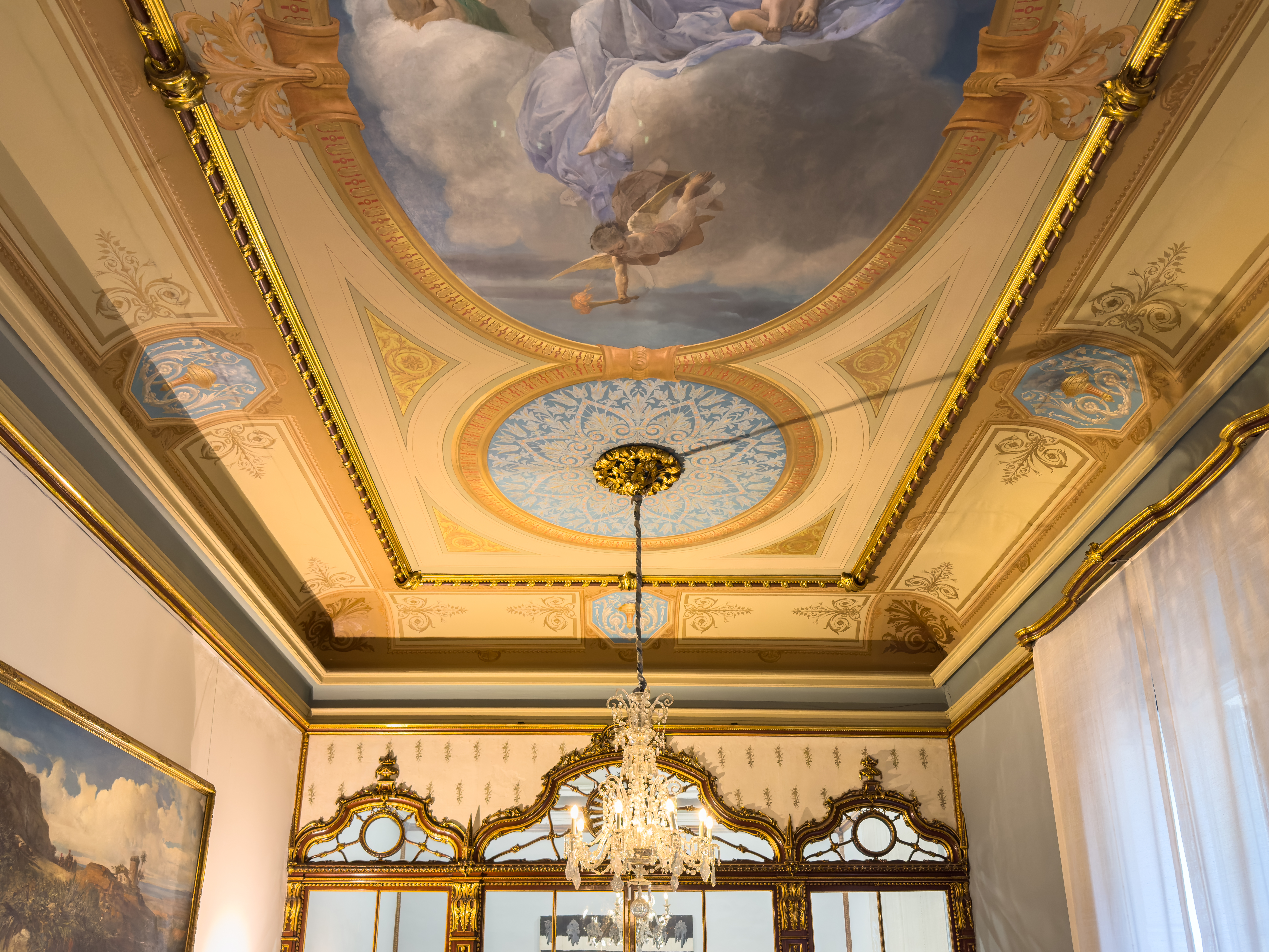
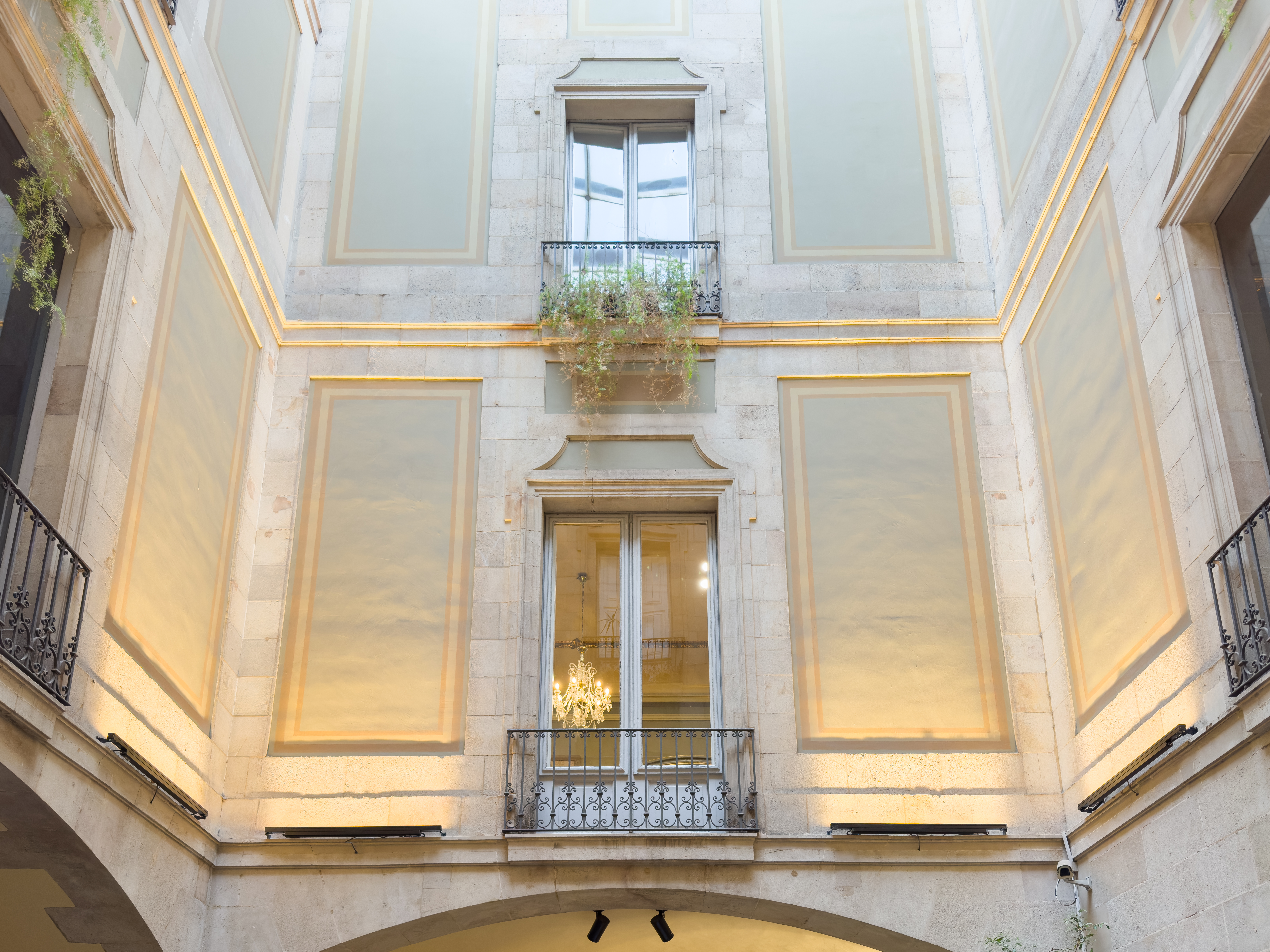
Façana del pati
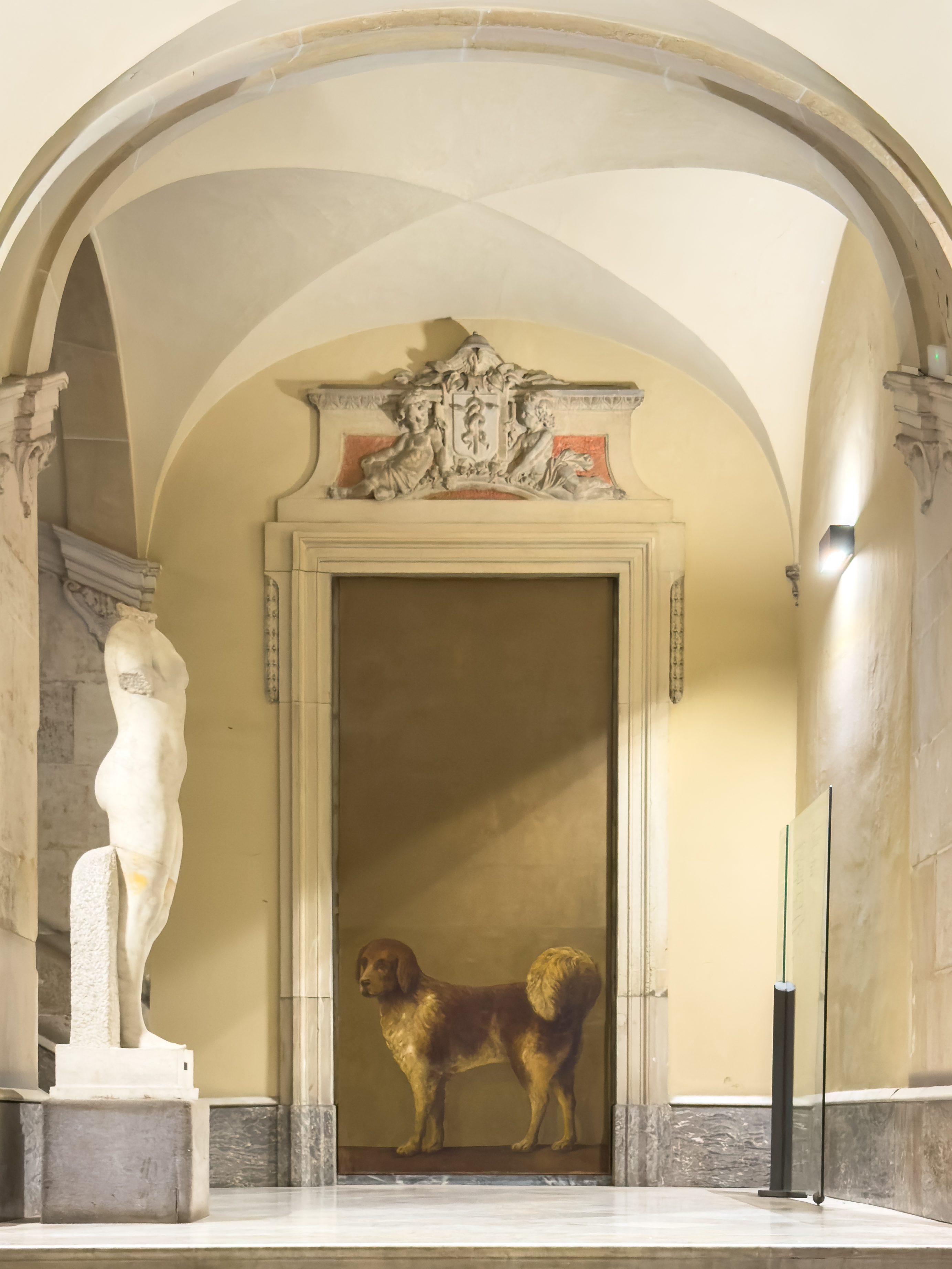
Escala interior